# Aiolopus simulatrix
Aiolopus simulatrix är en insektsart som först beskrevs av Walker, F. 1870.  Aiolopus simulatrix ingår i släktet Aiolopus och familjen gräshoppor.

## Underarter
Arten delas in i följande underarter:
- A. s. simulatrix
- A. s. femoralis

## Bildgalleri

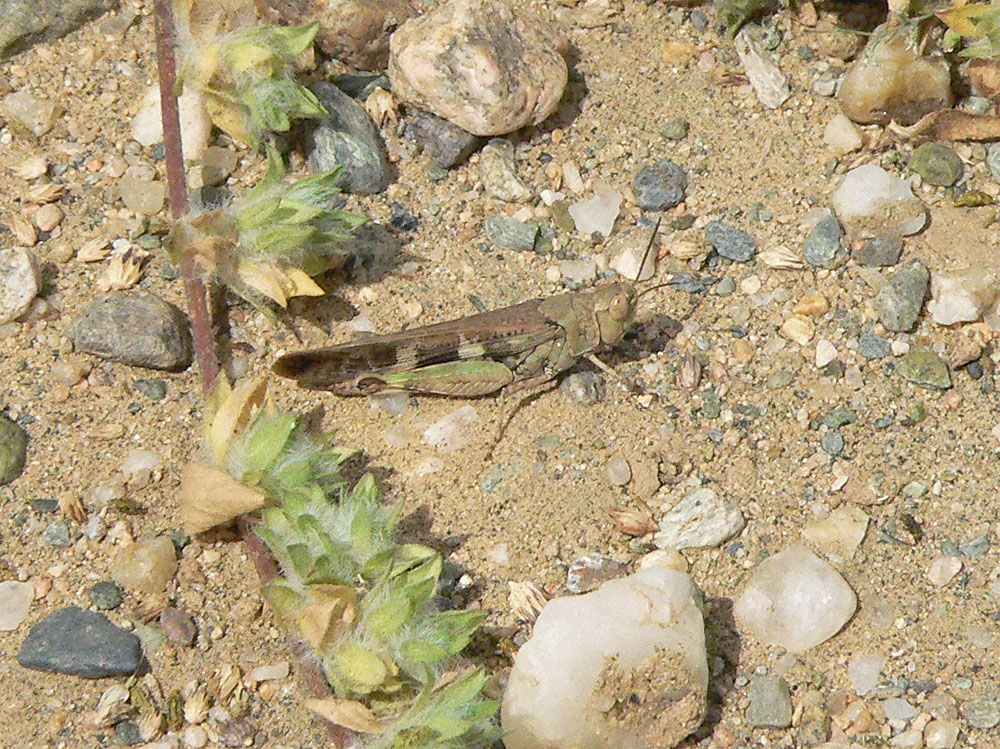